# Gnophos praestigiaria
Gnophos praestigiaria är en fjärilsart som beskrevs av Rudolf Püngeler 1902. Gnophos praestigiaria ingår i släktet Gnophos och familjen mätare. Inga underarter finns listade i Catalogue of Life.